# Athetis alacra
Athetis alacra là một loài bướm đêm trong họ Noctuidae.